# R&G (Rhythm & Gangsta): The Masterpiece
R&G (Rhythm & Gangsta): The Masterpiece ist das siebte Studioalbum des US-amerikanischen Rappers Snoop Dogg.
Es erschien bei Doggystyle/Star Trak und Geffen Records und wurde am 16. November 2004 veröffentlicht.
Die Hauptproduzenten waren Snoop Dogg und die aus Pharrell Williams und Chad Hugo zusammengestellten The Neptunes.

## Titelliste
1. Intro (I Love to Give You Light) – 2:38
2. Bang Out – 3:05
3. Drop It Like It’s Hot – 4:26
4. Can I Get a Flick Witchu – 5:24
5. Ups and Downs – 4:04
6. The Bidness – 3:28
7. Snoop D.O Double G – 4:01
8. Let’s Get Blown – 4:41
9. Step Yo Game Up – 4:24
10. Perfect – 5:51
11. W-BALLZ (Interlude) – 0:21
12. Fresh Pair on Panties On – 2:38
13. Promise I – 3:17
14. Oh No – 4:03
15. Can U Control U Hoe – 3:08
16. Signs – 3:56
17. Im Trew Witchu – 4:21
18. Pass It Pass It – 4:23
19. Girl Like U – 4:36
20. No Thang on Me – 4:41

## Kritik
R&G bekam durchschnittliche bis positive Kritiken.
Allmusic gab dem Album 4 von 5 Sternen. HipHopDX gab dem Album ebenfalls 3 von 5 Sternen. Die Los Angeles Times vergab 3 von 4 Sternen. RapReviews.com vergab 8 von 10 Sternen. Der Rolling Stone vergab 3 von 5 Sternen, USA Today 3,5 von 4 Sternen.

## Kommerzieller Erfolg
R&G konnte in zahlreichen Ländern die Albumcharts erreichen. Die beste Platzierung schaffte das Album in den USA, wo es sich auf Rang 6 positionierte.
| ChartsChartplatzierungen       | Höchstplatzierung | Wochen |
| ------------------------------ | ----------------- | ------ |
| Deutschland (GfK)              | 14 (28 Wo.)       | 28     |
| Österreich (Ö3)                | 26 (13 Wo.)       | 13     |
| Schweiz (IFPI)                 | 13 (31 Wo.)       | 31     |
| Vereinigte Staaten (Billboard) | 6 (31 Wo.)        | 31     |
| Vereinigtes Königreich (OCC)   | 12 (41 Wo.)       | 41     |

| ChartsJahrescharts (2005)      | Platzierung |
| ------------------------------ | ----------- |
| Deutschland (GfK)              | 66          |
| Schweiz (IFPI)                 | 85          |
| Vereinigte Staaten (Billboard) | 28          |
| Vereinigtes Königreich (OCC)   | 78          |

### Auszeichnungen für Musikverkäufe
| Land/Region                  | Auszeichnungen für Musikverkäufe (Land/Region, Auszeichnung, Verkäufe) | Verkäufe  |
| ---------------------------- | ---------------------------------------------------------------------- | --------- |
| Australien (ARIA)            | Gold                                                                   | 35.000    |
| Dänemark (IFPI)              | Gold                                                                   | 20.000    |
| Deutschland (BVMI)           | Gold                                                                   | 100.000   |
| Frankreich (SNEP)            | Gold                                                                   | 100.000   |
| Kanada (MC)                  | Platin                                                                 | 100.000   |
| Neuseeland (RMNZ)            | 2× Platin                                                              | 30.000    |
| Schweiz (IFPI)               | Gold                                                                   | 20.000    |
| Vereinigte Staaten (RIAA)    | Platin                                                                 | 1.724.000 |
| Vereinigtes Königreich (BPI) | Platin                                                                 | 300.000   |
| Insgesamt                    | 5× Gold · 5× Platin ·                                                  | 2.429.000 |

Hauptartikel: Snoop Dogg/Auszeichnungen für Musikverkäufe